# Franchise (verzekering)
Een franchise of vrijstelling is een percentage van de verzekerde som of een vast bedrag waaronder schade niet voor rekening van de verzekeraar komt. In tegenstelling tot bij een eigen risico vergoedt de verzekeraar de gehele schade wanneer het schadebedrag de hoogte van de franchise overschrijdt.
Door opname van een franchise beoogt de verzekeraar de schadelast te beperken. De verzekeraar hoeft minder kleine schades af te wikkelen. Hierdoor wordt de schadelast van de verzekeraar beperkt. Daarnaast brengt de afwikkeling van een kleine schade (bagatel- of kruimelschade genoemd) relatief hoge kosten met zich mee. Daarnaast hoopt de verzekeraar dat de verzekerde enige voorzichtigheid in acht neemt. Hij kan er ten slotte niet van uitgaan dat elke schade zonder meer wordt vergoed.
Een franchise is zeer gebruikelijk bij rechtsbijstandverzekeringen en bij goederentransportverzekeringen.

## Voorbeelden
- Een verzekerde heeft een goederentransportverzekering. De goederen zijn verzekerd voor € 100.000,--. De franchise bedraagt 3%. Is de schade maximaal € 3.000,-, dan blijft deze voor rekening van de verzekerde. Is de schade meer dan € 3.000,-, dan wordt deze volledig door de verzekeraar vergoed.
- Een verzekerde heeft een rechtsbijstandverzekering. De verzekeraar heeft een franchise opgenomen van € 250,-. Dit betekent dat de verzekerde een minimale schade van € 250,- moet hebben om gebruik te kunnen maken van de rechtsbijstandverzekering.